# Бостонски адвокати
Бостонски адвокати (енгл. Boston Legal) америчка је телевизијска серија са правосудном тематиком и жанром судске драме-комедије, чији је творац сценариста Дејвид E. Кели. Серијал је награђен Златним глобусом и наградом Еми.
Јунаци серије су адвокати који раде у измишљеној адвокатској канцеларији која се зове „Крејн, Пул и Шмит“ у којој су запослени најбољи бостонски правници. Они се често у одбрани својих клијената служе неконвенционалним методама које понекад излазе из законских оквира, прихватајући неке најнеобичније правне случајеве.
У Србији се серија емитовала на Првом програму РТС-а.

## Ликови
- Ширли Смит (Кендис Берген) - адвокати одличан правник, један од оснивача „Крејн, Пул и Шмит“, заступник у најкомпликовнијим случајевима.
- Дени Крејн (Вилијам Шатнер) - један од оснивача канцеларије, који није изгубио ни једну парницу у својој правничкој каријери, ексцентричан, елоквентан и харизматичан, увек изнађе начине да придобије наклоност судије и пороте. Са Ширли је некад био у вези и након 25 година је и даље заљубљен у њу.
- Алан Шор (Џејмс Спејдер) - млад, амбициозан и понекад арогантан у адвокатским играма, али изразито поштен и хуман, који чврсто верује у своје поступке (са моралног и етичког аспекта), а најбољи пријатељ му је Дени. На суду је убедљив и његове завршне речи често одређују исход спора.